# Médiamétrie
Médiamétrie, créée en 1985, est une société anonyme spécialisée dans la mesure d'audience et l'étude des usages des médias audiovisuels et numériques en France. Elle est notamment connue pour sa marque Audimat, dont le nom est devenu, par antonomase, un mot du langage courant ; cette marque se nomme aujourd'hui Médiamat.

## Présentation
La naissance de Médiamétrie intervient dans les années 1980 pour répondre aux nouveaux besoins du paysage audiovisuel français, alors en pleine mutation. Du côté de la télévision, c'est la naissance de Canal+, La Cinq, TV6 ou la privatisation de TF1. Par ailleurs, la radio voit l'apparition des premières grandes stations privées avec la privatisation d'Europe 1 et la montée en puissance d'NRJ. Médiamétrie est donc créée pour assurer la mesure scientifique de l'audience des principaux médias audiovisuels (puis numériques), reconnue par l'ensemble des acteurs et de la profession (médias, annonceurs, agences).
Depuis les années 2000, la société a élargi ses activités à internet, aux loisirs numériques et aux nouveaux médias.
Médiamétrie est aussi la société qui fournit à l'Arcom et à l'INA les tranches horaires exactes des programmes diffusés ainsi que la certification de diffusion des publicités.

## Historique

### Télévision
En 1981, l'Audimat est lancé en France par le Centre d’Étude d’Opinion (CEO). Il s’appuie sur un panel de 600 foyers équipés d'audimètres. La mesure est quotidienne avec des résultats fournis le lendemain matin, mais elle ne donne aucune indication sur le profil des téléspectateurs présents devant le poste.
Début 1988, Médiamétrie et les acteurs du marché se mettent d'accord pour lancer une mesure de référence qui repose sur un panel plus grand et qui prenne en compte l'audience individuelle. C’est à cette date que l’Audimat devient le Médiamat, qui est dorénavant une mesure d’audience de la télévision individuelle et non plus par foyer.
En 2008, le panel est élargi à sa taille actuelle : 5000 foyers, soit environ 11 400 individus de quatre ans et plus. En 2011, le différé enregistré est intégré dans la mesure d’audience de la télévision, puis le replay en 2014. Depuis 2016, Médiamétrie mesure l’audience de la télévision sur les 4 écrans : téléviseur, ordinateur, smartphone et tablette.
Depuis mars 2020, Médiamétrie intègre également à sa mesure d’audience de la télévision les programmes regardés en dehors du domicile et en mobilité, quel que soit l’écran.
À partir de 2021, Médiamétrie évalue l’impact de la publicité segmentée sur les audiences des campagnes de publicité TV linéaires concernées.

### Radio
En 1986, le dispositif de mesure d’audience de la radio par enquête téléphonique en France métropolitaine est créé. Cette étude est alors nommée « la 55 000 », en référence à l’effectif de l’échantillon interrogé sur un an (hors été).
La « 55 000 » devient la « 75 000 + » dans les années 1990 puis la « 126 000 » en 2005, au fur et à mesure que l’échantillon s’agrandit. Pour une année de radio, entre septembre et juin, quatre vagues de résultats concernant 126 000 personnes voient le jour. Ces personnes sont interrogées sur leur téléphone fixe ou leur mobile à propos de leur écoute.
En septembre 2021, la mesure d’audience de la radio par enquête téléphonique évolue et devient EAR (Etude Audience Radio), avec ses déclinaisons : EAR > National, EAR > Île-de-France et EAR > Local.

### Internet
Dans les années 2000, au fil des évolutions technologiques, Médiamétrie a élargi ses activités à la mesure de l’audience d’Internet en France.
C’est en 1999 que Médiamétrie mesure pour la première fois le trafic Internet grâce à son étude « 24 000 multimédia ». En 2000, la société crée une coentreprise avec Nielsen pour produire une mesure de l'Internet/ordinateur en France basée sur un panel de plusieurs milliers de personnes.
L’apparition du téléphone mobile puis des tablettes incitent les acteurs du marché et Médiamétrie à lancer une mesure de l'Internet/mobile en 2010 puis une mesure des audiences sur tablettes.
Depuis début 2018, la mesure de l’audience Internet est « globale » : elle inclut la navigation sur ordinateur, sur smartphone et sur tablette tactile au niveau de son observatoire des usages Internet (OUI).

## Identité visuelle

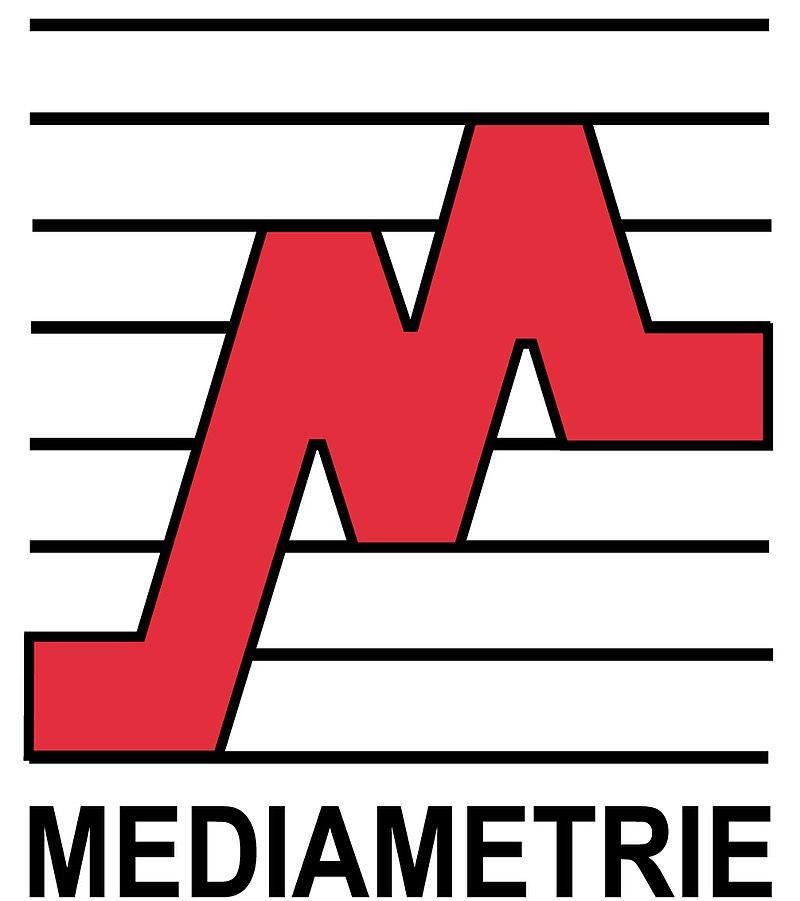
Logo 1999-2001
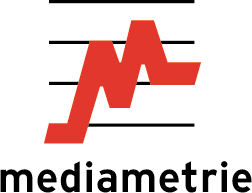
Logo 2001-2013
Logo 2013-2025.

## Activités de l'entreprise

### Mesures d'audience
La société Médiamétrie mesure les audiences des médias français, qu’il s’agisse de la radio, de la télévision, du cinéma ou d'Internet,,,. Ces études permettent aux médias et professionnels du secteur d’adapter leur contenu éditorial ou d’avoir des informations pour évaluer les tarifs de la publicité,.

### Études des comportements médias et des nouveaux usages des Français
Médiamétrie mesure les audiences des principaux médias et réalise aussi des études sur les nouveaux comportements et usages des Français. Elle décrypte ainsi les tendances au niveau des équipements, de la consommation des médias, des comportements vidéo, audio et cross-médias, ou des usages comme la vidéo à la demande, les enceintes connectées, les podcasts, etc.,,,.

### Études thématiques
Au-delà de la mesure d’audience et de l'étude des comportements médias, Médiamétrie mène des enquêtes sur les pratiques et opinions des Français.
Quelques exemples d’enquêtes hors-médias :
- « La consommation illégale de vidéos en France » avec le Centre National du Cinéma (CNC) et l’Association de Lutte contre la Piraterie Audiovisuelle (ALPA)[22] ;
- « Les Français et la gestion de leurs données personnelles » avec l’Institut des Mines-Télécom[23] ;
- « Les Français et l’Intelligence Artificielle » avec l’Université Paris-Dauphine[24] ;
- « Citoyenneté et Civilité sur Internet » avec Renaissance Numérique[25].
- « Les Français et le jeu vidéo » avec le Syndicat des éditeurs de logiciels de loisirs (SELL)[26]

### Activités internationales
Médiamétrie est présente à l’étranger avec 3 types d’activités.

#### L’exportation de technologies
En Inde, le BARC (Broadcast Audience Research Council) a opté pour les audimètres développés par Médiamétrie et sur la technologie du watermarking pour son panel de mesure d’audience de la Télévision. Avec 33 000 foyers indiens équipés, il s’agit d’ailleurs du plus grand panel TV au monde.
En Norvège, TNS Gallup Norway (groupe Kantar Media) a décidé d’équiper 1 500 de ses panélistes TV de l’audimètre miniaturisé RateOnAir pour prendre en compte la consommation hors-domicile de programmes TV.
En mai 2019, Médiamétrie et trois instituts d'études étrangers - BARC (en) (Inde), Numeris (Canada) et Video Research (en) (Japon) - ont créé une alliance internationale afin de travailler ensemble sur l'avenir de la mesure d'audience de la vidéo.

#### La mesure d’audience en Afrique
Au Maroc, Médiamétrie est opérateur de la mesure d’audience automatique de la Télévision via sa filiale Marocmétrie, avec un fonctionnement similaire à la France (panel de foyers représentatifs équipés d’audimètres).
En Côte d’Ivoire, au Sénégal, au Cameroun et à Madagascar, Médiamétrie et ses partenaires locaux réalisent des enquêtes pluri-annuelles dites « déclaratives » afin de connaître les pratiques TV, radio et internet des habitants de ces pays.

#### La veille de programmes à l'étranger et les données d’audience de différents pays
Le département TV International de Médiamétrie, Glance, compile les données d’audience de la télévision dans le monde, grâce à des partenariats avec les équivalents de Médiamétrie à l’étranger. Sa banque de données couvre plus de 120 pays, soit plus de 7 000 chaînes dans le monde. Glance veille et détecte aussi les nouveaux programmes TV et web dans le monde.
Depuis septembre 2016, Glance s’est rapproché de Tape Consultancy, entreprise britannique spécialiste des contenus TV et du conseil en production et programmation.

## Méthodes et fonctionnement

### La télévision

#### L'audience de la télévision en France

##### Un échantillon ou "panel"
Composé de 5000 foyers, soit près de 11 500 personnes de 4 ans et plus et possédant un téléviseur, l'échantillon est représentatif de la population française. Il est constitué et recruté sur des critères socio-démographiques (sexe, âge, CSP, fournis par l'INSEE), d'équipements télévisuels et multimédia et de modes de réception de la télévision (ADSL, câble, satellite, TNT).
Un panel de 4 500 personnes âgées de 15 ans et + mesurant l’audience des programmes TV regardés hors domicile complète ce panel.

##### Une technologie
Elle repose sur un boîtier, l'audimètre, équipant tous les téléviseurs des foyers de l'échantillon, et sur une télécommande spécifique permettant à chaque membre ainsi qu’aux invités de s’identifier individuellement lorsqu’ils regardent un programme. Chacune des personnes faisant partie du panel devant activer son bouton lorsqu’elle regarde la télévision, et le désactiver lorsqu'elle abandonne l'écoute. Ce système permet de mesurer l'audience à la seconde. L'audimètre identifie, grâce à la technologie du watermarking, la chaîne regardée, la date et l’heure de diffusion. Ces informations sont transmises automatiquement chaque jour aux serveurs de Médiamétrie entre 3h et 5h du matin. Ces données sont ensuite traitées pour être extrapolées à l'ensemble de la population française, devenant ainsi les résultats d'audience, livrés tous les matins à 9h00 aux clients de la mesure.
Depuis mars 2020, l’audience hors-domicile et en mobilité est mesurée grâce à un audimètre miniature qui accompagne les 4 500 panélistes dans leurs activités au quotidien. Il recueille automatiquement toutes les écoutes de la télévision en dehors du foyer, notamment dans les résidences de vacances ou secondaires, les hôtels, aéroports, lieux publics, en mobilité et sur tous les écrans (TV, ordinateur, smartphone et tablette).

##### Les conventions ou "règles du jeu"
La mesure d’audience de la télévision s’appuie également sur des conventions qui définissent "les règles du jeu" : que prend on en compte dans la mesure ? Quelle taille pour l’échantillon ? Comment communiquer les résultats ? … Ces conventions sont définies en concertation avec les chaînes, les annonceurs, les acteurs publicitaires - lors des comités spécifiques au média TV qui se réunissent 6 fois par an. Lors de ces comités, les grandes décisions sur la définition, l’orientation, la gestion et l’évolution de la mesure d’audience de la télévision sont discutées.

##### Différé, replay et écrans web
Le watermarking permet de distinguer les programmes regardés en direct et ceux visionnés en différé : il repère le décalage entre les informations de date et d’heure de diffusion du programme en direct et le moment où l’audimètre identifie que ce programme est effectivement regardé.
Le watermarking médiamétrie consiste à insérer dans les programmes des chaînes de télévision une marque audio inaudible (proche des ultrasons) à l'oreille humaine. Cette marque, appelée watermark, contient l'identification de la chaîne qui diffuse le programme marqué, et des repères réguliers sur l'heure de diffusion. Les audimètres installés dans les foyers panélistes reconnaissent et enregistrent ces signaux,.
En 2011, Médiamétrie a intégré dans sa mesure Médiamat l’audience des programmes en différé par enregistrement personnel ou en contrôle du direct et en 2014 l’audience des programmes regardés en replay (ou catch up) sur le téléviseur.
Chaque jour, 3,7 millions de Français regardent la télévision sur les écrans internet que sont l’ordinateur, le smartphone et la tablette (source : Global Vidéo moyenne mars-mai septembre novembre 2021). Pour prendre en compte ces nouveaux usages, Médiamétrie mesure aujourd’hui les audiences TV sur le téléviseur mais aussi les smartphones, tablettes et ordinateurs. Issues du rapprochement des mesures TV et Internet, ces audiences sont disponibles quels que soient l’écran et le moment où les programmes ont été regardés.
A noter que Médiamétrie a été primé en mai 2017 par l’IAB Europe pour sa mesure TV 4 écrans.

#### Les chaînes couvertes par la mesure

##### Les chaînes de la TNT
Les 24 chaînes de la télévision numérique terrestre (TNT) gratuite depuis le 6 juin 2025 : TF1, France 2, France 3, France 4, France 5, M6, Arte, La Chaîne parlementaire (LCP-AN / Public Sénat), W9, TMC, TFX, Gulli, BFM TV, CNews, LCI, France Info, CStar, T18 (qui sera comptée à partir du 1er septembre), TF1 Séries Films, L'Équipe, 6ter, RMC Story, RMC Découverte et Chérie 25.

##### Les chaînes reçues via le câble, le satellite, l'ADSL ou la fibre
Le Médiamat'Thématik fonctionne comme le Médiamat. Cette mesure d'audience automatique porte sur plus de 120 chaînes et un bassin de population de plus de 45,9 millions de personnes de 4 ans et plus.

### La radio

#### EAR > National
L’enquête EAR > National (ex 126 000 Radio) de Médiamétrie mesure l’audience de la radio en France quels que soient le lieu et le mode d’écoute de la radio (poste traditionnel, autoradio, ordinateur, téléphone mobile…). Une base d’individus âgés de 13 ans et plus représentatifs de la population est interrogée sur une année via des interviews téléphoniques assistées par ordinateur.
Quatre vagues de résultats sont publiées dans l’année sur les périodes : janvier/mars, avril/juin, juillet/août et septembre/décembre. La vague juillet/août est appelée "Grille Radio d’Été" et mesure l’audience de la radio durant la période estivale où les programmations sont un peu différentes.
L’audience des radios au niveau régional et local est également étudiée sur la même base d’individus interrogés dans l’étude EAR > Local (ex Médialocales).
L'enquête EAR > National et ses déclinaisons (EAR > Île-de-France et EAR > Local) sont administrées depuis les terrains d’enquête de Médiamétrie, basés à Amiens et Petit-Quevilly.

#### Les enquêtes complémentaires
D’autres enquêtes sont réalisées à partir de panels, afin d’analyser différents aspects du comportement des Français envers la radio : leur fidélité envers les stations, via l’étude Panel Radio ou encore l’écoute des podcasts et de tous les autres contenus audio (livre audio, musique en ligne…) via l’étude Global Audio.
En septembre 2022, l’étude Panel Radio est remplacée par EAR > Insights, étude reposant sur une mesure automatique des comportements d’écoute de la radio. 5 000 individus âgés de 13 ans et + sont équipés d’un mini boîtier : l’audimètre miniature. Grâce à la technologie du watermarking – marque inaudible insérée dans le son – l’audimètre identifie l’ensemble des écoutes de la radio réalisées par les membres du panel tout au long de la journée.

### Internet

#### La mesure de l'audience des sites internet et des applications sur tous les écrans
Médiamétrie mesure l'usage et l'audience d'internet à travers différentes études, notamment l'Audience Internet Global qui analyse l'audience de 7 000 sites et 1 000 applications. Cette étude est réalisée de manière automatique grâce à un logiciel installé sur les équipements informatiques. Il enregistre la navigation de 25 000 individus panélistes de 2 ans et plus. Les données recueillies sont ensuite extrapolées à l'ensemble de la population des internautes vivant en France.
La mesure prend en compte l'audience quels que soient le lieu de connexion et l'écran (ordinateur, tablette, téléphone mobile).

#### Les études complémentaires
D'autres enquêtes décryptent les usages médias et multimédias (streaming vidéo, streaming audio, podcasts...) des Français, notamment sur les écrans mobiles (téléphones mobiles, tablettes) et les enceintes connectées[réf. nécessaire]. Médiamétrie mesure également les usages SVoD (vidéo à la demande par abonnement) afin de déterminer les habitudes de consommation des français ainsi que les programmes les plus regardés.
Depuis 2013, Médiamétrie mesure aussi l'efficacité publicitaire des campagnes sur internet auprès des professionnels du marché.

## Gouvernance

### Conseil d'administration
Le conseil d'administration de Médiamétrie, présidé par Yannick Carriou,, définit la stratégie et les grands équilibres de l'entreprise. Il se compose de 12 acteurs : Radio France, Groupe M6, NextRadioTV, Union des marques, France Télévisions, TF1, Société d’édition de Canal+, Promotions & spectacles d’Europe 1, Dentsu Aegis Network France, Publicis Conseil, Havas, DDB Holding Europe et Orange Participations.

### Comités décisionnels
Cinq comités définissent, orientent et valident les mesures et études de Médiamétrie : Audimétrie, TV Thématiques, Internet, Radio et Métridom. Des commissions scientifiques et techniques et des groupes de travail complètent ces cinq comités,,,,.
Début décembre, Médiamétrie a mis en place des Ateliers Cross Média Pub. Cette nouvelle instance réunit des annonceurs, agences, régies, plateformes. L’objectif de ces ateliers est d'élaborer avec le marché une nouvelle mesure cross média publicitaire - TV et digital - pour répondre à l'évolution rapide des usages et des offres.

### Capital
Le capital de Médiamétrie, qui s’élève à 14 880 000 €, est détenu par les professionnels du marché : médias, annonceurs, agences. L’indépendance de Médiamétrie est ainsi garantie, sans qu’aucun ne détienne une majorité.

## Critiques
Mediamétrie a fait l'objet de vives critiques courant 2006. L'institut de mesure d'audience est contesté par deux de ses administrateurs, Patrice Duhamel et Philippe Santini, qui lui reprochent son opacité et son inertie face aux bouleversements technologiques et aux nouveaux modes de consommation des médias (ADSL, TNT, mobile, podcast). En particulier, les méthodes de mesure d'audience et la fiabilité des résultats des audiences communiquées par Médiamétrie  concernant l'audience des chaînes de la TNT étaient remises en question.
En 2009, le romancier Marc Welinski publie un thriller, Indices, dont l'intrigue repose sur la manipulation, au sein de Médiamétrie, des indices d'audiences d'une grande chaîne de télévision, TVF.
En 2012, le journaliste Eric Leser, de Slate.fr, publie un article très critique qui évoque les problématiques de conflits d’intérêt, des mesures faciles à manipuler, les officines et jeux concours ou encore le manque de concurrence.
En 2017, Didier Maïsto, président du groupe Fiducial Media, propriétaire de Sud Radio, annonce son intention de porter plainte contre Médiamétrie. Il met en cause les méthodes d'enquête de l'institut qui indiqueraient selon lui des chiffres erronés et l'accuse « d'être juge et partie ».
En 2018, la cour d’appel de Versailles rejette la demande de Sud Radio au sujet d’une expertise judiciaire de la méthodologie de mesure d’audience de la radio.
En 2021, la Cour de cassation déboute Sud Radio de sa demande d'expertise sur la méthode de mesure d'audience de Médiamétrie.